# 歐家廉
歐家廉（1869年—1925年），廣東廣州府順德縣（今廣東省順德縣）人，清朝政治人物、進士出身。
光緒十九年，中舉；次年登貢士。光緒二十一年，登進士；同年五月，改翰林院庶吉士。光緒二十四年四月，散館，授翰林院編修。光緒三十年，任編書處協修官、編書處詳校官、記名以御史用、武英殿協修官、國史館協修官。光緒三十四年，任國史館纂修官、宣統元年，任功臣館纂修官、實錄館協修官。宣統二年，任協理遼瀋道監察御史、掌湖南道監察御史。